# Olivier Roller

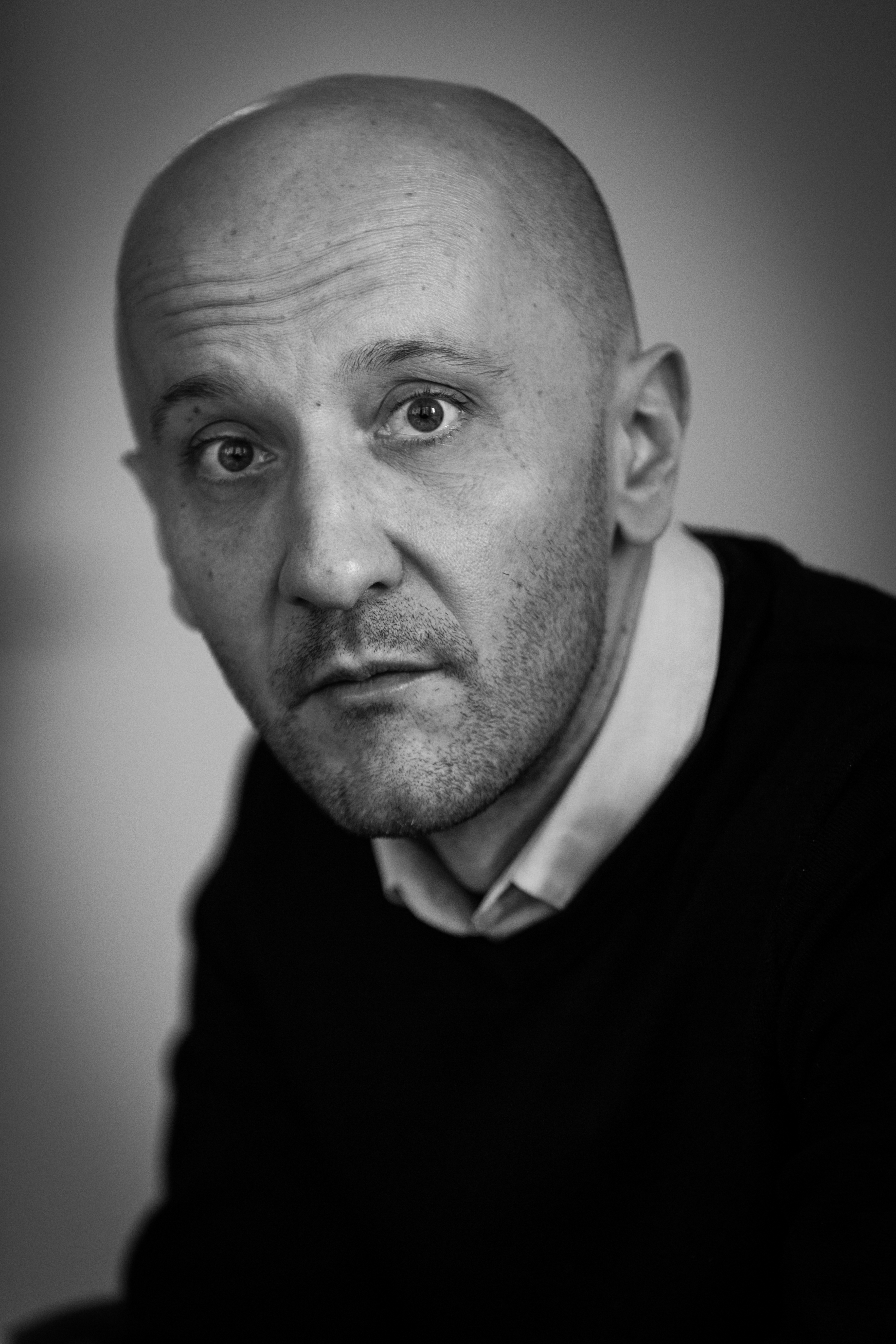
Olivier Roller, 2015

Olivier Roller (* 17. Dezember 1971 in Straßburg) ist ein französischer Fotograf.

## Leben
Roller studierte Politik- und Rechtswissenschaften in Straßburg und wandte sich schon in dieser Zeit der Fotografie zu. Später wurde er hauptberuflich Fotograf. Er interessierte sich besonders für Porträtaufnahmen. Dazu suchte er Kontakt zu Schriftstellern und Cineasten. Später verschaffte ihm die Presse Arbeitsaufträge.
2008 fragte ihn der Louvre für ein Kunstprojekt an. Hierfür stellte er Darstellungen von Herrschern früherer Epochen (vom römischen Reich bis Napoleon) Porträts der heutigen "Kaiser" (Finanzmänner, Werbefachmänner, Intellektuelle, Diplomaten, Politiker) gegenüber.
Roller lebt und arbeitet in Paris.

## Ausstellungen
- 2017–2018: Musée du Louvre, « Théâtre du Pouvoir » septembre 2017 à juillet 2018[3]
- 2017: Centre des monuments nationaux, château d’Angers, installation La Cathédrale de fil
- 2017: Maison européenne de la photographie, acquisitions récentes – Paris
- 2016: Palazzo Al-Temps / Museo Nazionale Romano, Roma[4]
- 2016: « Les larmes de la terre », The Temple (Pékin), Banpo (Xi-An), Changsha, Dunhuang – Chine[5]
- 2015 : « Oser la photographie », musée Réattu, Arles[6]
- 2015: « Carte blanche à Olivier Roller », Mobilier national, musée des Gobelins, Paris[7]
- 2015 : « Aller Dehors », La Criée, centre d’art contemporain, Rennes[8]
- 2014: « Figure di potere », Spazionuovo, Rome
- 2014: « Lumières », musée Cognacq-Jay, carte blanche à Christian Lacroix, Paris[9]
- 2013 : « Mon île de Montmajour », abbaye de Montmajour, centre des monuments nationaux commissariat Christian Lacroix, Arles[10]
- 2013: « Rodin, la lumière de l’antique », musée de l’Arles antique, Arles
- 2010–2013: « Figures du pouvoir 1 », exposé à:
  - La Filature, Mulhouse[11]
  - Musée des Moulages, Lyon[12]
  - MIA Art Fair, Mailand
  - Villa Aurélienne, Fréjus[13]
  - SpazioNuovo, Rom, festival Foto Roma[14]
  - Festival Fotoleggendo, Rom[15]
  - Grange de Dorigny, Lausanne & participation au colloque universitaire « Le visage dans tous ses états »[16]
  - Musée de la photographie André Villers, Mougins[17]
  - Institut culturel de Fukuoka (Japon)[18]
  - Institut franco-japonais, Tokyo[19]

## Veröffentlichungen
- 2010er Jahre
  - 2016: Nefta[20] – Éditions de l’Air, des livres[21] Photographies prises dans les environs de Nefta dans le desert Tunisien, lieu de tournage des premiers Star Wars. (ISBN 978-2-9526699-5-5)
  - 2015: Visage mis à nu – Regard sur 20 ans de portraits – 304 pages – 200 portraits.[22] Sous la direction de Bruno Chibane. Contributions ou interviews de Rodolphe Burger, Jean-Claude Brisseau, Daniel Cohn-Bendit, Christophe Donner, Clara Dupont-Monod, Mike Hodges, Julia Kerninon, André S. Labarthe, Jean-Luc Nancy, Nathalie Quintane... Chic Média Éditeur, ISBN 978-2-9544852-0-1
  - 2011: 10 MAI 81, une journée particulière,[23] accompagnée de textes d’Emmanuel Lemieux, Bourin Éditeur, ISBN 978-2-84941-231-2
- 2000er Jahre
  - 2007: Face(s),[24] 31 écrivains réagissent au portrait qu'Olivier Roller a fait d’eux, éditions Argol (ISBN 978-2-915978-21-6)
  - 2005: Clarita’s Way[25] (bilingue français – anglais), exergue de Gertrude Stein, postface de Clara Dupont-Monod, traduction de Philippe Aronson, L’opossum Éditions, ISBN 978-2-9520942-0-7
  - 2002: Aperghis, kaléidoscope d’une résidence, textes d’Isabelle Freyburger, Jempresse Éditions & Desmaret (ISBN 978-2-913675-23-0)